# Vincenzo Napoli (politico)
Vincenzo Napoli (Salerno, 30 luglio 1950) è un politico e architetto italiano, sindaco di Salerno dal 14 giugno 2016 e presidente della Provincia di Salerno dal 6 aprile 2025.
Precedentemente ha ricoperto la carica di vicesindaco facente funzioni, dopo la decadenza di Vincenzo De Luca da sindaco per effetto della legge Severino nel febbraio 2015.

## Biografia
Nato a Salerno, dopo aver conseguito la maturità nella sua città natale si laurea in architettura all'Università degli Studi di Napoli Federico II. Abilitato alla professione di architetto, è iscritto all'Ordine degli architetti di Salerno.

### Vita privata
È sposato e ha una figlia nata nel 1999, Paola.

## Attività politica

### Gli inizi
Inizia la sua carriera politica negli anni '80 aderendo al PSI (di cui l'allora riferimento nel Meridione è il piagginese Carmelo Conte), dopo aver militato nella FGSI ed esserne stato segretario provinciale.
Tra il 1987 e il 1989 è assessore all'Urbanistica del Comune di Salerno nella giunta di Vincenzo Giordano. Da assessore è promotore della conferenza urbanistica "La Città Possibile", che getta le basi per il nuovo piano regolatore della città.
Dal 1989 al 1991 è consigliere dell'Ordine degli Architetti della Provincia di Salerno. Dopo un periodo di esercizio della libera professione, diventa presidente della società Salerno Mobilità dal 2006 al 2010, ed in seguito capo della segreteria politica del sindaco Vincenzo De Luca.

### Sindaco di Salerno

#### Vicesindaco facente funzioni
Il 21 gennaio 2015 viene nominato vicesindaco dell'amministrazione De Luca con deleghe allo sport e al turismo; il successivo 23 gennaio De Luca, nominato viceministro delle infrastrutture e dei trasporti nel governo Letta, viene sospeso dalla carica di sindaco per effetto della legge Severino e Napoli ottiene il ruolo di sindaco facente funzioni. Il 26 gennaio 2015 De Luca è reintegrato nella carica a seguito della sospensione del provvedimento della prefettura, disposta dal TAR della Campania su ricorso, per poi decadere definitivamente il 3 febbraio 2015, a seguito della sentenza di appello che conferma la sentenza di primo grado sull'incompatibilità tra la carica di sindaco di un comune con più di 15 000 abitanti e quella di sottosegretario ricoperta nel governo Letta. Da tale data sino alle elezioni comunali del 2016, Napoli ricopre la carica di vicesindaco facente funzioni.
A maggio 2015 inaugura insieme a De Luca (nel frattempo candidatosi a presidente della Regione Campania) il tratto finale della Lungoirno, con l'apertura di due tunnel pedonali ed uno carrabile a quattro corsie al di sotto della massicciata ferroviaria. Il 25 aprile 2016 viene inaugurata a Salerno, dopo la visita del Presidente del Consiglio dei Ministri Matteo Renzi, la stazione marittima progettata da Zaha Hadid, a meno di un mese dalla scomparsa del celebre architetto.
Il 18 marzo 2016, in sede di direzione provinciale del PD, viene ufficializzata la sua candidatura a sindaco di Salerno per la coalizione di centro-sinistra in vista delle elezioni comunali del 5 giugno 2016.

#### Primo mandato
Alle comunali del 5 giugno, appoggiato dalle liste civiche "Progressisti per Salerno", "Salerno per i Giovani", "Campania Libera", "Davvero Verdi", "Moderati per Salerno" (NCD, UdC e SC) e PSI, viene eletto sindaco di Salerno al primo turno, con il 70% dei voti (il suo principale sfidante, il candidato del centrodestra Roberto Celano, si ferma al 9,59%). Si insedia come primo cittadino il 14 giugno, componendo una giunta in continuità con l'operato del predecessore De Luca.
Nel 2017, secondo il sondaggio Indexcittà sul gradimento dei sindaci italiani, si piazza al 7º posto. In vista delle primarie del PD dello stesso anno, esprime il suo voto a sostegno dell'ex premier Matteo Renzi per il bis come segretario nazionale. Nel luglio 2020 secondo il sondaggio del Sole 24 Ore, il suo consenso di gradimento lo pone al 15º posto su 105 sindaci italiani, nonché 4° in tutto il Meridione e primo in Campania.
A settembre 2020 assume la delega comunale alle politiche sociali dopo che Giovanni Savastano, suo assessore alle politiche sociali, si dimette dopo essere stato eletto al consiglio regionale nelle elezioni campane. Il 20 settembre 2021 inaugura insieme al presidente regionale Vincenzo De Luca la nuova Piazza della Libertà, progettata dall'archistar Ricardo Bofill.

#### Ricandidatura a Salerno
In vista delle elezioni amministrative del 3-4 ottobre 2021, Napoli si ricandida a sindaco di Salerno per un secondo mandato, sostenuto dalle liste "Progressisti per Salerno", "Salerno per i Giovani", "Campania Libera", "Salerno con voi", Europa Verde, "Popolari e Moderati", PSI e "Per Salerno". Viene rieletto al primo turno con una percentuale del 57,4%.
Il 6 aprile 2025 viene eletto presidente della Provincia di Salerno con il 65% delle preferenze degli amministratori locali, succedendo all'indagato Franco Alfieri.

## Procedimenti giudiziari
L'11 ottobre 2021 Napoli è destinatario di un'ordinanza cautelare per "turbata libertà degli incanti con l'aggravante dell'abuso d'ufficio" riguardo al presunto trattamento di favore riservato a una cooperativa sociale gestita dall'imprenditore Fiorenzo Zoccola, che si sarebbe indebitamente aggiudicata un appalto pubblico grazie all'intercessione dell'amministrazione comunale. Il procedimento penale a carico di Napoli viene tuttavia archiviato nel febbraio 2023.